# Neptis solygeia
Neptis solygeia är en fjärilsart som beskrevs av Hans Fruhstorfer 1908. Neptis solygeia ingår i släktet Neptis och familjen praktfjärilar. Inga underarter finns listade i Catalogue of Life.